# Micropacter
Micropacter is een geslacht van kreeftachtigen uit de klasse van de Remipedia (ladderkreeftjes).

## Soort
- Micropacter yagerae Koenemann, Iliffe, van der Ham, 2007